# Ben Segenreich
Ben Segenreich, avstrijski novinar judovskega rodu, * 3. marec 1952, Dunaj, Avstrija. 
Segenreich je novinar, korespondent in specialist na področju bližnjega vzoda ORF-a v Izraelu (Tel Aviv).
Ben Segenreich je obiskoval francoski licej na Dunaju, kasneje pa je študiral fiziko in matematiko v Parizu in na Dunaju. V študijskih letih se je zavzemal med drugim za žrtve antisemitistične diskriminacije in judovske disidente Sovjetske zveze. Po opravljenem doktoratu fizike je delal kot  programer in avstrijski korespondent izraelskega časopisa Maariw (Maariv).
Leta 1983 se je izselil dokončno v Izrael, kjer je še naprej opravljal svoje delo kot programer. Od leta 1989 naprej je deloval kot korespondent za različne avstrijske, nemške in švicarske časopise, od leta 1990 pa je zaposlen pri avstrijskem televizijskem programu ORF kot televizijski in radijski korespondent v Izraelu. Bil je tudi koordinator ogrske tematike na knjižnem trgu v Frankfurtu. V letu 2009 je Ben Segenreich postal član mednarodnega zbora društva Avstrijska služba v tujini.
Je poročen in ima dve hčeri.